# Eliott Parillaud
Pour les articles homonymes, voir Parillaud.
Eliott Parillaud, né Eliott Nicolas Franck Parillaud est un acteur français né à Fontainebleau le 18 novembre 1995.

## Filmographie

### Cinéma
- 2006 : Camping de Fabien Onteniente : Sébastien Gatineau[2]
- 2016 : L'invitation de Michaël Cohen : Léo jeune[2]

### Télévision
- 2005 : Le Juge : Joseph
- 2005 : Père et Maire (épisode Votez pour moi) : Quentin
- 2006 : Le Monsieur d'en face, téléfilm de Alain Robillard : Léo
- 2007 : Les Cerfs-volants, téléfilm de Jérôme Cornuau : Ludo jeune
- 2007 : À droite toute de Marcel Bluwal (mini série): un enfant à l'école
- 2009 : Femmes de loi épisode La nécropole (série) : Lucas Bompard
- 2011 : Trop Potes : Vincent
- 2012 : Bref : Ben adolescent